# خوان پابلو وارگاس
خوان پابلو وارگاس (اسپانیایی: Juan Pablo Vargas‎؛ زادهٔ ۶ ژوئن ۱۹۹۵) بازیکن فوتبال اهل کاستاریکا است.
از باشگاه‌هایی که در آن بازی کرده‌است می‌توان به باشگاه فوتبال لیگا دپورتیوا آلاخولنسه اشاره کرد.
وی همچنین در تیم ملی فوتبال کاستاریکا بازی کرده‌است.